# Drukarnia Akademii Lubrańskiego w Poznaniu
Drukarnia Akademii Lubrańskiego – drukarnia Akademii Lubrańskiego w Poznaniu, działająca w latach 1689–1780.
Początkowo, założona w 1518, uczelnia korzystała z drukarni poznańskich i krakowskich. W 1689 przejęto drukarnię Wolrabów, po śmierci jej ostatniego właściciela – ks. Wojciecha Laktańskiego, w dniu 22 listopada. Pod nazwą Drukarnia Akademicka, oficyna zaczęła działać już w końcu roku. Decyzje zarządcze podejmował rektor Lubranscianum. Organizacja pracy dzieliła się na dwa okresy:
- 1689–1740 – oficyna była dzierżawiona (dzierżawcami byli np. Jan Tobiasz Keller, Józef Wolnski i Jan Konrad Schwarz – ten ostatni ze Szwajcarii),
- 1740-1780 – drukarnią zarządzał mianowany prefekt – np. Jan Chryzostom Sewerynowicz, Andrzej Dominik Lipiewicz, Jan Kanty Toryani, czy Franciszek Matawowski.

Wydawnictwo dysponowało prasą drukarską, miedziorytniczą, kasztami drukarskimi i innymi urządzeniami po Laktańskim. Czcionki sprowadzano z Wrocławia lub Frankfurtu nad Odrą, ewentualnie tylko zlecano przetapianie starych. Produkowano za to we własnym zakresie farby drukarskie.
Drukarnię, przez cały okres funkcjonowania, opuściło około 700 druków. Nie były to wydawnictwa ściśle profilowane. Drukowano m.in. panegiryki, dewocjonalia, statuty stowarzyszeń religijnych, druki administracji kościelnej, wydawnictwa akademickie, programy teatralne, kalendarze, rubrycele i inne. Część druków podlegała cenzurze kościelnej. Wydrukowano m.in.:
- Jan Stanisław Tarczewski – Nowy i stary kalendarz na rok 1692,
- Kalendarz polski i ruski na rok pański 1777 z krótkim zebraniem odległości miast w Europie,
- Wacław Potocki – Argenida, 1743,
- Jan Kapistran Szysiecki – Doskonałość chrześcijańska... (1745),
- Józef Michał Mirowski – Sidus amicum..., 1759,
- Stanisław Horolt – Anatomia duchowa..., 1730,
- Hilarion Falęcki – Wojsko serdecznych noworekrutowanych na większą chwałę Boską affektów..., 1746,
- Anzelm Kiełbaszewicz – Pięć filarów..., 1777.

Ostatecznie, w 1780, budynki Drukarni rozebrano, a kamień użyto do budowy ogrodów biskupich oraz mostu na Cybinie. Być może maszyny sprzedano Dekkierowi z Berlina. Część źródeł wskazuje jednak na to, że oficyna funkcjonowała nadal (co najmniej do 1787), jako Drukarnia Seminarium Diecezjalnego.